# Bacso Kiro-barlang
A Bacso Kiro-barlang (bolgárul: пещера „Бачо Киро“) Bulgária középső részén, Gabrovo megye, Drjanovo kistérségében, Careva Livada faluban nyílik, 335 méteres tengerszínt feletti magasságban. A barlang a Balkán-hegység északi elővonulatai között található, néhány száz méterre a Drjanovoi monostortól. Hagyományos, vízfolyásos barlang, négy emelete ismert. A földalatti járatrendszer teljes hossza 3600 méter, ebből a turisták számára utcai ruhában látogatható szakasz mintegy 700 méter. A Bacso Kiro-barlangban számos jellegzetes cseppkőképződmény látható, ilyen például Bacso Kiro trónja, a törpék csoportja, a halak és medvék hasonmásai, Csipkerózsika, szökőkút, áldozati oltár, a hajdútok találkozóhelye. Érdekes látnivaló a Trónterem és Fogadóterem, a Purgatórium. A barlangban a hőmérséklet 13 Celsius-fok. Télen kis patkósdenevérek (Rhinolophus hipposideros) és nagy patkósdenevérek (Rhinolophus ferrumequinum) tanyáznak a járatokban. 

A barlang régóta ismert, már a középső és kései paleolit kor idején is lakott volt. Megtalálták itt az Aurignaci kultúra nyomait, de e mellett érdekes, eddig nem pontosan tisztázott besorolású – mintegy 43 ezer évvel ezelőtre datált – díszeket, csontmaradványokat is leltek a barlang bejárati termében. A barlangot az utcai ruhás turisták előtt 1937-ben nyitották meg, ez volt Bulgária első kiépített barlangja. Ugyanakkor a villanyvilágítást csak jóval később, az 1960-as években oldották meg. Bacso Kiro egy bolgár nemzeti hős, szabadságharcos volt, a barlangot 1940-ben nevezték el róla.

## Fordítás
- Ez a szócikk részben vagy egészben  a   Bacho Kiro cave című angol Wikipédia-szócikk fordításán alapul.  Az eredeti cikk szerkesztőit annak laptörténete sorolja fel. Ez a jelzés csupán a megfogalmazás eredetét és a szerzői jogokat jelzi, nem szolgál a cikkben szereplő információk forrásmegjelöléseként.
- Ez a szócikk részben vagy egészben  a(z)   Бачо Киро (пещера) című bolgár Wikipédia-szócikk fordításán alapul.  Az eredeti cikk szerkesztőit annak laptörténete sorolja fel. Ez a jelzés csupán a megfogalmazás eredetét és a szerzői jogokat jelzi, nem szolgál a cikkben szereplő információk forrásmegjelöléseként.